# بولين فايفر
بولين فايفر (بالإنجليزية: Pauline Pfeiffer)‏ (22 يوليو 1895، باركرسبيرغ في الولايات المتحدة - 21 أكتوبر 1951، لوس أنجلوس في الولايات المتحدة)؛ صحفية وروائية أمريكية.